# Футбол в филателии

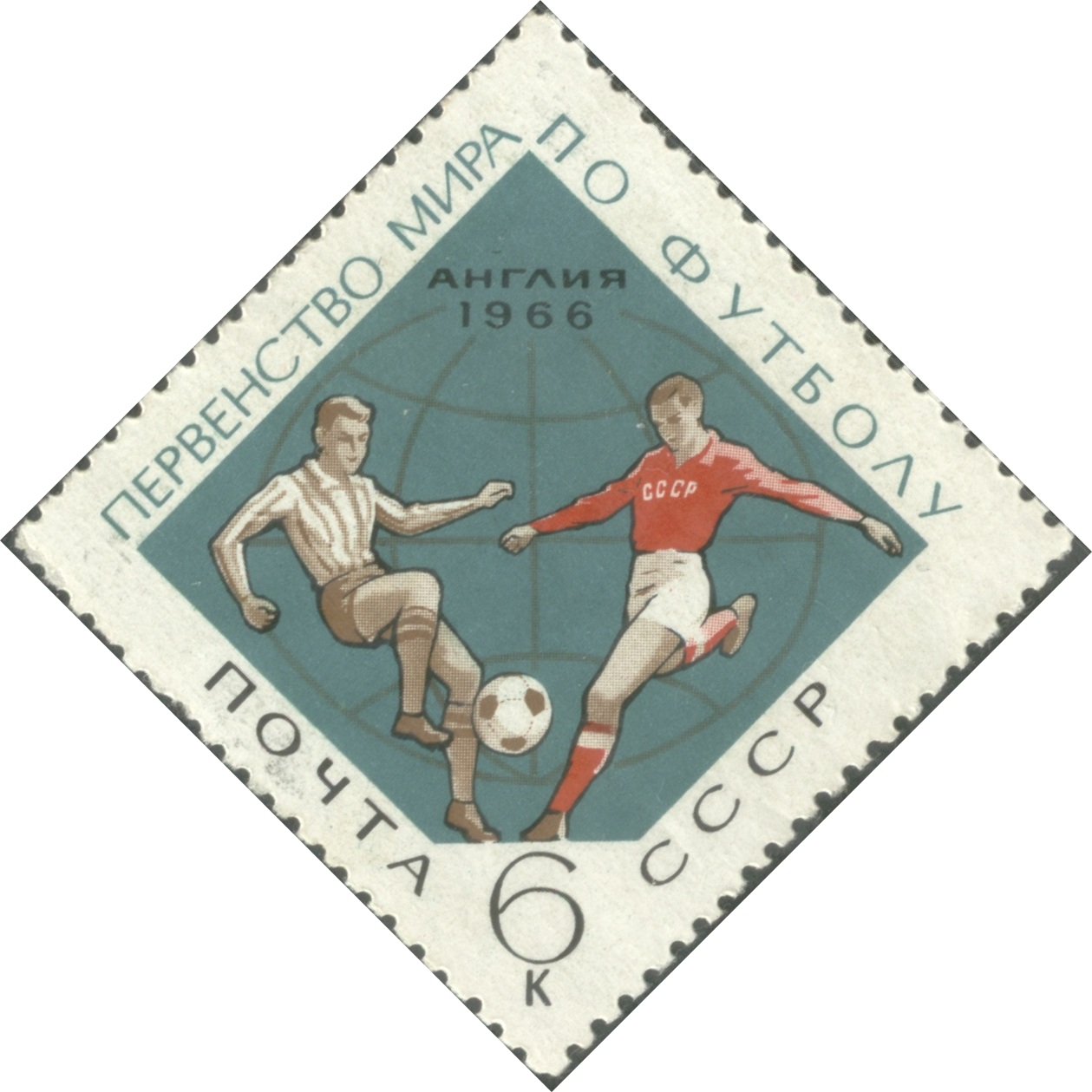
Марка СССР (1966) в честь чемпионата мира по футболу в Англии. Художники Лесегри

«Футбо́л в филатели́и», или «Футбо́л на почто́вых ма́рках», — название одной из областей (подраздела спортивной филателии) тематического коллекционирования знаков почтовой оплаты и штемпелей, посвящённых футболу, чемпионатам мира и другим футбольным спортивным соревнованиям, известным футболистам, футбольным стадионам, клубам и организациям, или связанных с ними.

## История и описание
Появление футбольной тематики на марках связано со значительным расширением тем, которым стали посвящаться почтовые марки в первой половине XX века. Почтовые ведомства многих государств издают почтовые марки, посвящённые футболу.
На эту тему формируются мотивные и тематические коллекции. Она пользуется определённой популярностью у филателистов.

## Примеры
Ниже приведены примеры футбольной филателии некоторых стран.

### СССР
Почтовое ведомство СССР посвятило футболу десятки марок, маркированных конвертов, почтовых карточек и специальных гашений.

Примеры почтовых марок СССР на футбольную тематику
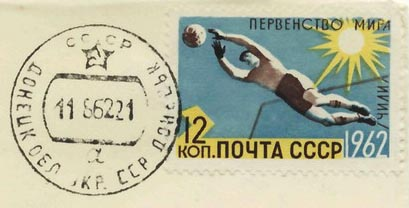
1962: чемпионат мира по футболу. Художник Л. Завьялов (ЦФА [АО «Марка»] № 2700)
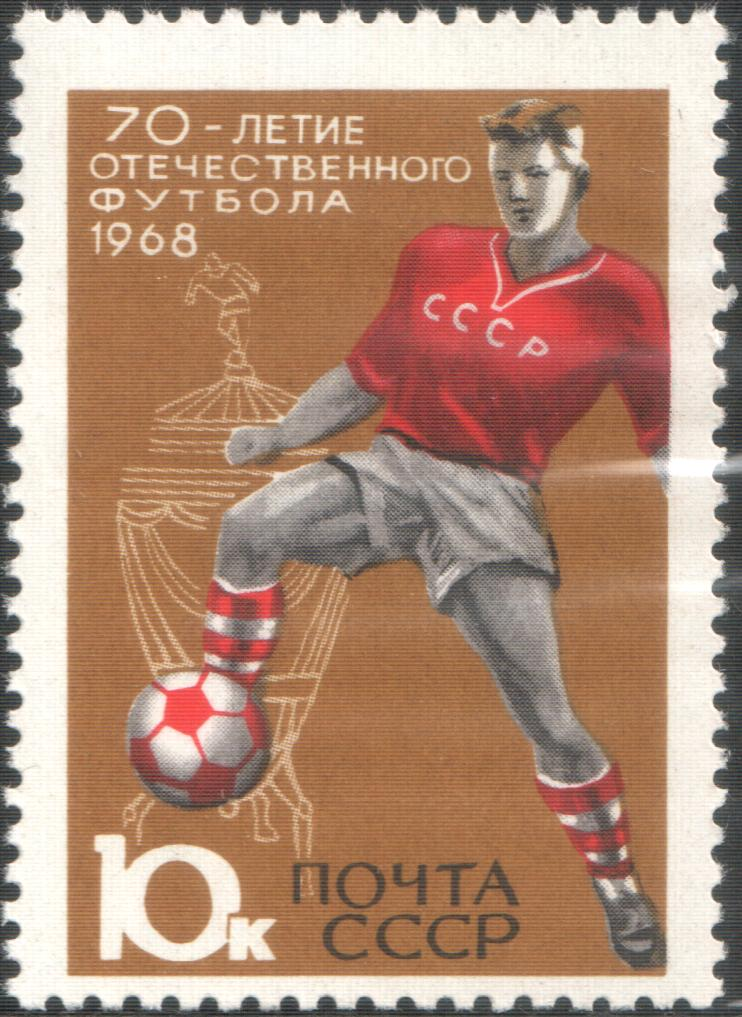
1968: 70-летие отечественного футбола. Художник Э. Дробицкий (ЦФА [АО «Марка»] № 3643)
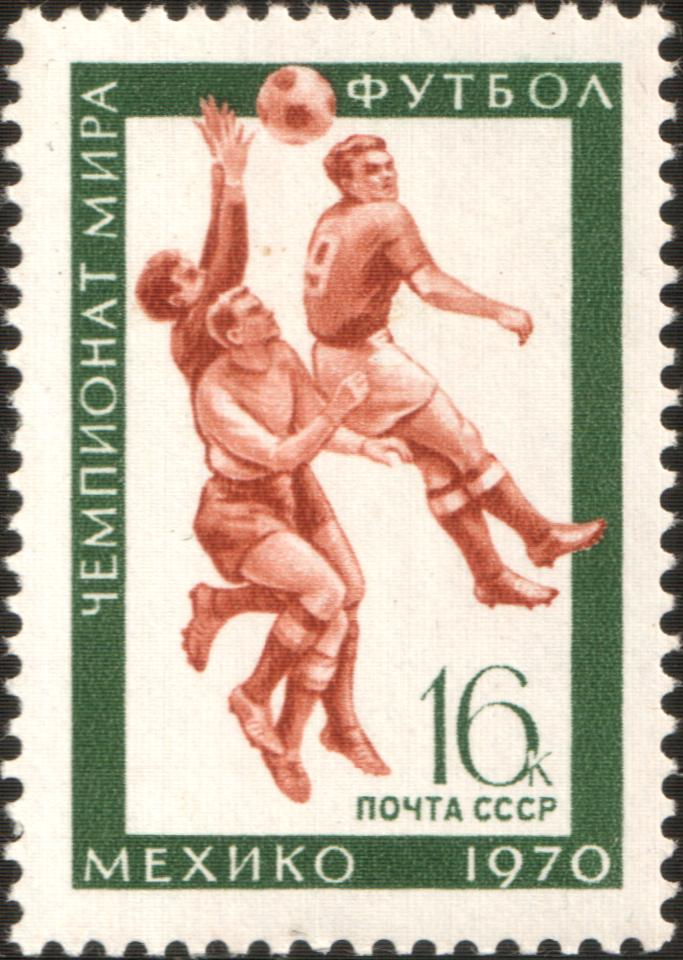
1970: чемпионат мира по футболу. Художник В. Пименов (ЦФА [АО «Марка»] № 3871)
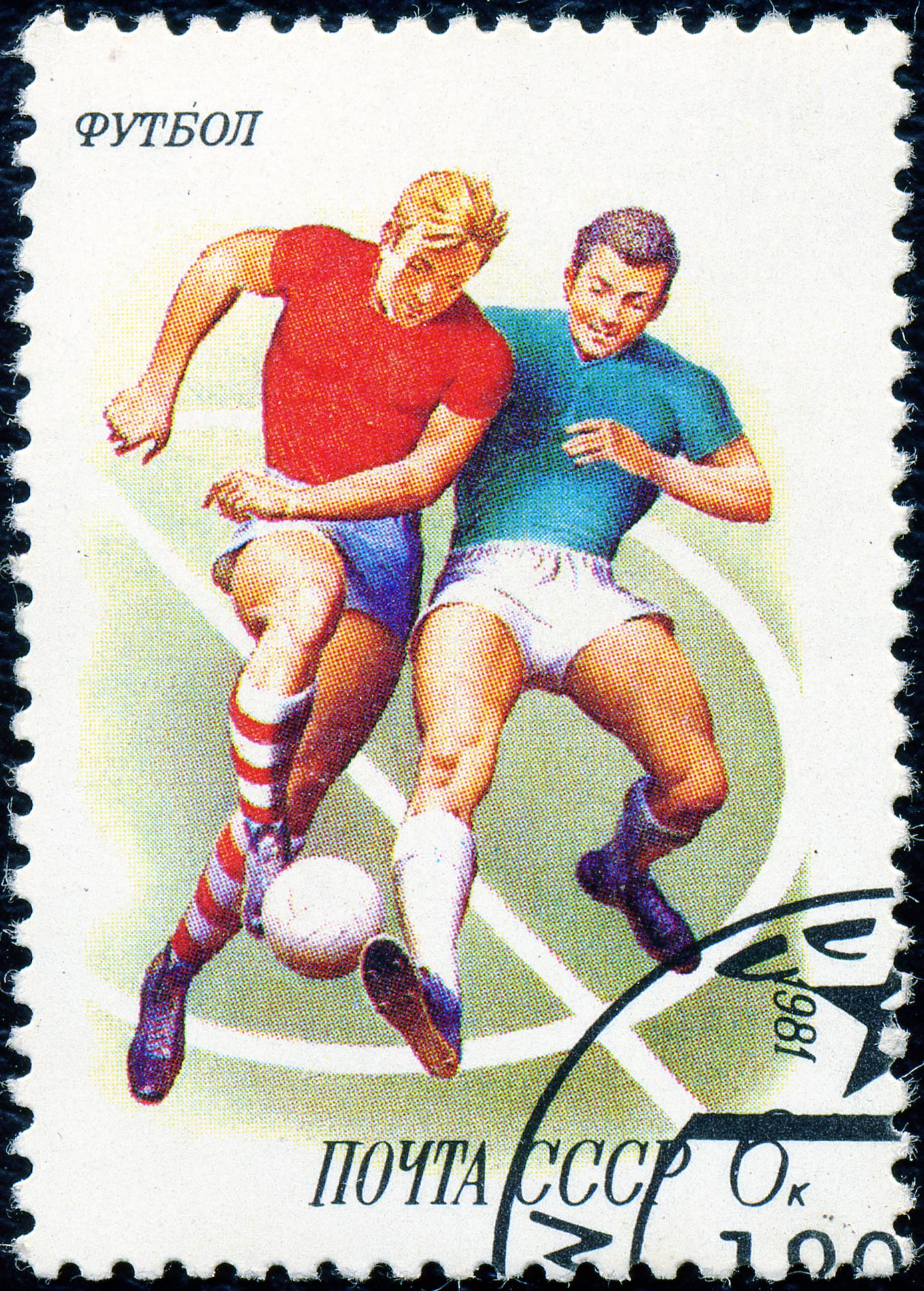
1981: футбол. Художник И. Сущенко (ЦФА [АО «Марка»] № 5200)
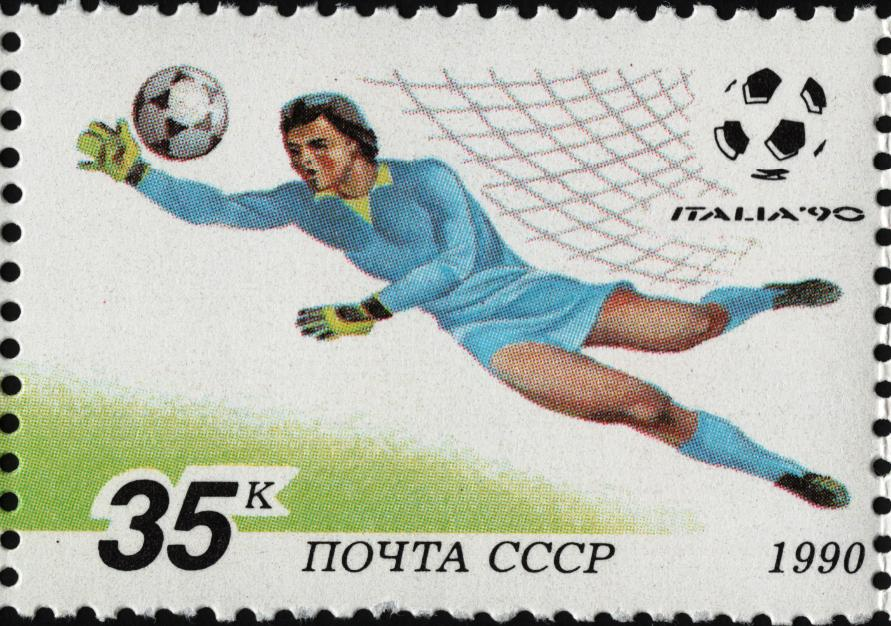
1990: чемпионат мира по футболу. Художник В. Бельтюков (ЦФА [АО «Марка»] № 6212)

Примеры цельных вещей и спецгашений СССР
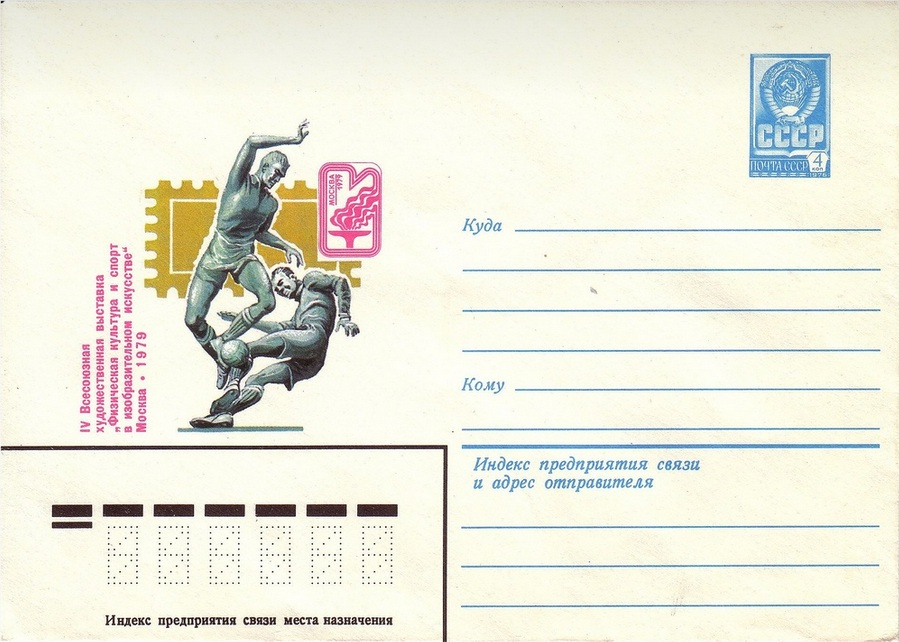
Художественный маркированный конверт, на котором изображена скульптурная композиция с футболистами (1979)
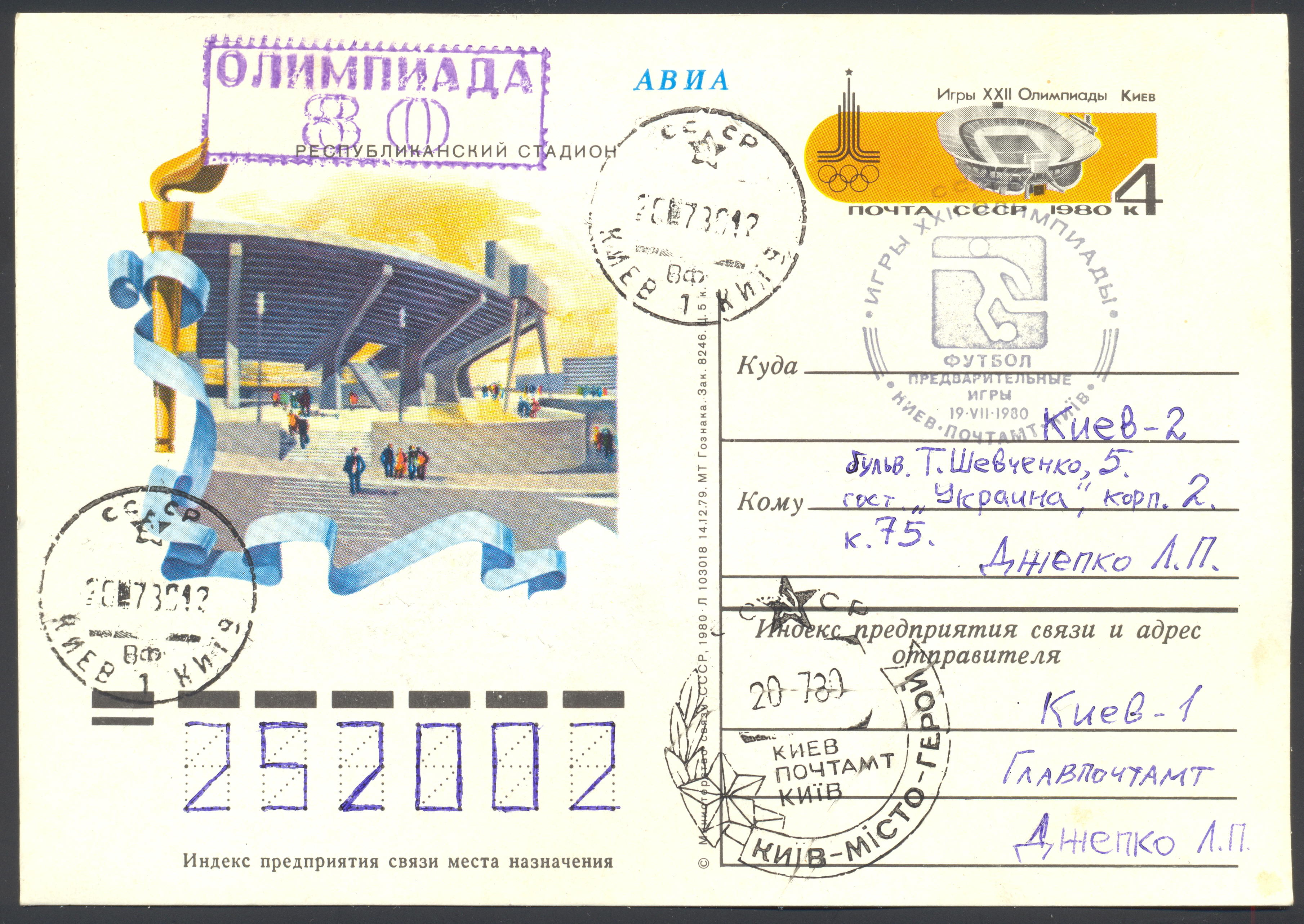
Односторонняя почтовая карточка с оригинальной маркой и спецгашением в честь предварительного футбольного турнира Олимпиады-80 в Киеве

Существуют также неофициальные клубные конверты на футбольную тему. Один из них, например, был посвящён открытию футбольного сезона 1960 года. На конверте запечатлён момент первый игры сезона между командами «Шахтёр» (Сталино) и «Динамо» (Киев) и имеется специальное гашение Сталинского (Донецкого) городским обществом коллекционеров.

Клубный конверт со спецгашениями Сталинского (Донецкого) городского общества коллекционеров к открытию футбольного сезона 10 апреля 1960 года. Календарный штемпель «Сталино УкрССР Сталіно» на стандартной марке СССР 1957 года

### Россия
Памятные (коммеморативные) почтовые марки, посвящённые тематике футбола, выпускались в России с 1997 года.

### Израиль
В июле 1956 года в Израиле был подготовлен художественный конверт, посвящённый участию сборной СССР по футболу в отборочных матчах летней Олимпиады в Мельбурне.

### Испания
16 сентября 2020 года был выпущен почтовый блок «Столетие сборной Испании по футболу»  с одной маркой, посвящённый 100-летию сборной Испании по футболу. На марке изображена эмблема сборной Испании.

### Украина
Памятные (коммеморативные) почтовые марки, посвящённые тематике футбола выпускались дирекцией государственного предприятия почтовой связи «Укрпочта» (укр. КМД УДППЗ «Укрпошта») с 2001 года.
Все почтовые марки, введённые в обращение почтой Украины на тему футбола, напечатаны государственным предприятием «Полиграфический комбинат „Украина“».

## Печатные издания
- Веркин Г. А., Пучков В. В. Чемпионаты мира по футболу (1924-2018 гг.): каталог.. — 4-е. — ?: ?, ?. — Т. 1—2. — ? с. — ? экз. — ISBN ?.
- Левин М. Е., Сашенков Е. П. Футбол в филателии. — М.: Связь, 1970. — 136 с.
- Michel. Fußball — EM 2008 in Österreich und Schweiz. Fußball auf Briefmarken. — Schwaneberger Verlag GmbH, 2008. — 56 S. (нем.) [Каталог почтовых марок, посвящённый чемпионату Европы по футболу 2008 года.]

## Комментарии
1. 1 2  Коммеморативные марки — обобщённое название специальных художественных (памятных, юбилейных и других) почтовых марок. Для упрощения терминологии в случаях, когда требуется лишь подчеркнуть, что данная марка не является общеупотребляемой (то есть стандартной), под термином «коммеморативная марка» подразумевают, кроме перечисленных выше, также тематические (рисунки которых, посвящены определённой теме коллекционирования) марки. Также все упомянутые марки, объединённые термином «коммеморативная», имеют общую черту: как правило, такие марки изготовляются на высоком полиграфическом уровне[6].